# Milan Andrić
Milan Andrić (Pijesci pokraj Čapljina, 1. travnja 1934. − Sarajevo, 10. rujna 2015.), bosanskohercegovački je novinar. Jedan od najboljih reportera bosanskohercegovačkog novinarstva.

## Životopis
Mialn Andrić je rođen u Pijesciima pokraj Čapljine 1934. godine. Karijeru je počeo kao novinar u dnevnom listu Oslobođenje da bi prelaskom na Televiziju Sarajevo, uz novinarski posao, ostvario veliki uspjeh kao reditelj dokumentarnih filmova i putopisa. Čuveni je njegov dokumentarni televizijski serijal Usputni dnevnik.
Surađivao je i na serijalu Hodoljublja Zuke Džumhura. Bio je i scenarista nekih od značajnijih dokumentarnih filmova, a za film Mali voz dobio je i Europsku nagradu.
Preminuo je u Sarajevu, 10. rujna 2015. godine.

## Vanjske poveznice
- Zašto je oklevetani novinar pisao Titu  Arhivirana inačica izvorne stranice od 27. kolovoza 2022. (Wayback Machine)